# Glen Barry
Glen Barry (Dublino, 12 agosto 1982) è un attore irlandese.

## Biografia
Nato a Dublino, Irlanda, fratello minore dell'attore Jason Barry e dell'aiuto regista Keith Barry, Glen ha frequentato il Dublin Youth Theatre e la Gaiety School of Acting. Seppur abbia iniziato a comparire in cortometraggi e spot pubblicitari fin dall'età di undici anni, Barry ha inizialmente tentato la carriera da Disc jockey nella città natia, e solo successivamente ha deciso di seguire le orme fraterne debuttando nella recitazione.
Il suo primo ruolo è stato quello del figlio di Julie Walters in The Return mentre in seguito ha partecipato a Maial College 2 al fianco di Kal Penn. Inoltre, ha preso parte a serie televisive come The Big Bow Wow e Holby City nonché a numerosi film per la televisione.
Nel 2012 scrive e produce il cortometraggio 100 Degrees, diretto dal fratello Jason, ed accolto molto positivamente anche dai registi James Cameron e Anthony Hemingway. 
È inoltre un rinomato fantino.

## Filmografia

### Cinema
- The Return, regia di Dermot Boyd - film TV (2003)
- The Draft, regia di Gary Shore - cortometraggio (2006)
- Maial College 2 (Van Wilder 2: The Rise of Taj), regia di Mort Nathan (2006)
- Poetic Licence, regia di James Phelan - cortometraggio (2007)
- Legend of the Bog, regia di Brendan Foley (2009)
- Moon, regia di Josh Tessier - film TV (2011)
- 100 Degrees, regia di Jason Barry - cortometraggio (2012)
- Raptor Ranch, regia di Michael Beberashvili e Dan Bishop (2013)

### Televisione
- The Big Bow Wow - serie TV, episodio 1x01 (2004)
- Holby City - serie TV, episodio 6x52 (2004)